# Dél-Koreában történt légi közlekedési balesetek listája
A Dél-Koreában történt légi közlekedési balesetek listája mind a halálos áldozattal járó, mind pedig a kisebb balesetek, meghibásodások miatt történt, gyakran csak az adott légiforgalmi járművet érintő baleseteket is tartalmazza évenkénti bontásban.

## Dél-Koreában történt légi közlekedési balesetek

### 1960
- 1960. március 25. Kunszan Légibázis. A Kínai Légierő Lockheed P2V típusú repülőgépe lezuhant. A gépen tartózkodó 14 fős személyzet életét vesztette.[1]

### 1962
- 1962. január 8. Koreai-öböl. Egy Lockheed P2V típusú repülőgép propaganda szórás közben a tengerbe zuhant. A gép 14 fős személyzete életét vesztette.[1]

### 1993
- 1993. július 26., Ungeo-hegy, Mokpo város közelében. Az Asiana Airlines légitársaság 733-as járata, egy Boeing 737-5L9-es típusú utasszállító repülőgép hegyoldalnak csapódott. A balesetben a gépen utazó 110 utas és 6 fő személyzet tagjai közül 68 fő életét vesztette, 48 fő túlélte a balesetet.[2][3]

### 2001
- 2001. május 29. Szöul. Három fő vesztette életét, mikor egy szobornak ütközött a Dél-Koreai Légierő egyik CH–47 Chinook típusú helikoptere.[4]

### 2002
- 2002. április 15., Dotdae-hegy, Busan közelében. Az Air China légitársaság 129-es számú járata, egy Boeing 767-2J6ER típusú utasszállító repülőgép hegyoldalnak ütközött. A járaton utazó 155 utas és 11 fő személyzet tagjai közül 129-en életüket vesztették, 37 fő megsérült, de túlélte a balesetet. 2018. szeptemberéig bezárólag, ez az országban történt leghalálosabb légi közlekedési baleset.[5]

### 2015
- 2015. november 23., Szöul. Az Amerikai Egyesült Államok Légierejének AH–64 Apache típusú helikoptere lezuhant. Kettő amerikai katona életét vesztette.[6]

### 2018
- 2018. május 29., Szöul. Három katona életét vesztette, mikor egy híd díszítési munkálatai közben hídnak csapódott a Dél-Koreai Légierő CH–47 Chinook típusú helikoptere és lezuhant.[7]

### 2019
- 2019. október 31. éjjel, Dokdo közelében. Lezuhant a koreai tűzoltóság Airbus/Eurocopter H225 Super Puma típusú helikoptere. Hét fő vesztette életét a balesetben.[8][9]